# Quercus georgiana
Espèce
Statut de conservation UICN

 EN B1+2ce : En danger
Quercus georgiana est une espèce d'arbres du sous-genre Quercus et de la section Lobatae. L'espèce est présente aux États-Unis.

## Description
C'est un arbre à feuilles caduques, pouvant mesurer jusqu'à 15 m de hauteur, à l'écorce claire et écailleuse. Les jeunes rameaux sont rouges et non velus. Les bourgeons terminaux, brun-rouge, sont de forme ovoïde ou presque conique et mesurent de 2,5 à 5 mm. 
Les feuilles, généralement glabres, sont portées par un pétiole mesurant de 0,6 à 2,3 cm de long. De forme ovale ou elliptique, luisantes, elles mesurent de 4 à 13 cm de longueur pour 2 à 9 cm de largeur. Chaque marge est découpée en 3 à 7 lobes assez profonds (généralement de 3 à 5 lobes) dont les pointes sont garnies d'une arête.
Après une floraison printanière, apparaissent des glands à cupule fine et nettement écailleuse et duveteuse, de 4 à 6 mm de haut sur 9 à 14 mm de large et couvrant ainsi environ 1/3 du gland. Le gland en lui-même mesure est glabre, globuleux et mesure de 9 à 14 mm de diamètre. La cicatrice à la base a un diamètre de 4 à 7,5 mm.

## Aire de répartition et habitat

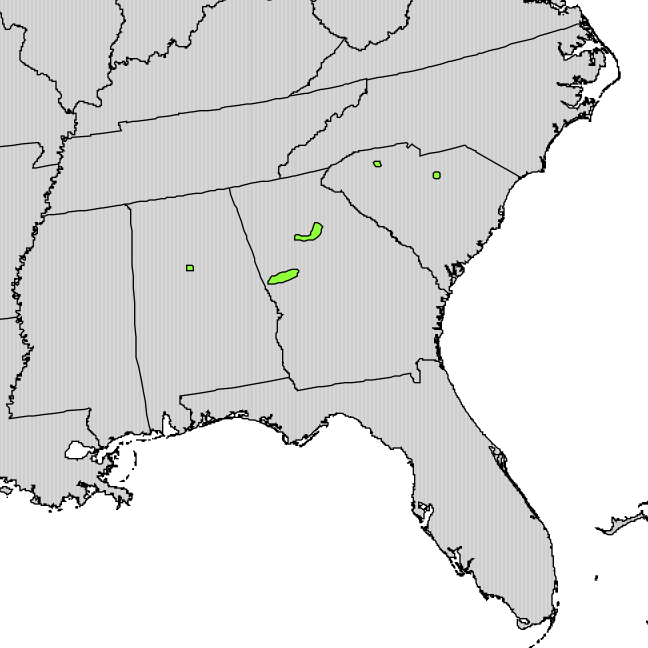
Aire de répartition.

Cette espèce ne pousse à l'état sauvage que dans une zone limitée de l'est des États-Unis, en Alabama, Géorgie et Caroline du Sud. 
Elle vit typiquement sur des collines et pentes sèches, sur affleurements granitiques, à une altitude allant de 50 à 500 m.